# Daniel Edward Thomas
Daniel Edward Thomas Weber (n. Filadelfia, Pensilvania, Estados Unidos, 11 de junio de 1959) es un obispo católico y teólogo estadounidense. Ordenado sacerdote en 1985. Tras varios años ejerciendo su ministerio, fue nombrado en 2006 como Obispo auxiliar de Filadelfia y Titular de Bardstown.
Desde el 22 de octubre de 2014 es el Obispo de Toledo.

## Biografía

### Primeros años y formación
Nacido en el barrio de Manayunk en Filadelfia, el día 11 de junio de 1959.
Sus padres son Francis y Anna Thomas (de soltera Weber).
En 1977 se graduó en secundaria por la Roman Catholic High School y al descubrir su vocación religiosa ingresó en el Seminario de San Carlos Borromeo, ambos en Filadelfia.

### Sacerdocio
Fue ordenado sacerdote por el cardenal-arzobispo John Krol, el 18 de mayo de 1985.
Tras su ordenación inició su ministerio pastoral como vicario parroquial de la Iglesia San José del municipio de Aston.
Luego en 1987 se trasladó a Roma (Italia) para realizar estudios de posgrado en Teología dogmática por el Pontificio Colegio Norteamericano y en 1989 se licenció en Sagrada Teología por la Pontificia Universidad Gregoriana.
Un año más tarde fue llamado por la Curia Romana, para ser Oficial de la Congregación para los Obispos y al mismo tiempo sirvió como Director Espiritual de los seminaristas en el Pontificio Colegio Norteamericano.
A su regreso a los Estados Unidos se convirtió en Pastor de la Iglesia Nuestra Señora de la Asunción en la pequeña localidad de Strafford y además cabe destacar que el 19 de noviembre de 2005, el que fue recién nombrado Papa Benedicto XVI le otorgó el título honorífico de prelado de Honor de Su Santidad.

## Episcopado

### Obispo auxiliar de Filadelfia
El 8 de junio de 2006, Benedicto le nombró obispo auxiliar de la arquidiócesis de Filadelfia y obispo titular de la antigua Sede de Bardstown.
Recibió la consagración episcopal el 26 de julio de ese año, durante una ceremonia celebrada en la Catedral basílica de San Pedro y San Pablo y presidida por el Cardenal-Arzobispo Metropolitano "monseñor" Justin Francis Rigali actuando como consagrante principal; y como co-consagrantes tuvo a los también cardenales "monseñor" John Patrick Foley(†) y "monseñor" Edwin Frederick O'Brien.
Al ascender de rango, además de elegir su escudo, adoptó como lema episcopal la frase: "Dominus Meus Et Deus Meus" (en latín)- "Mi Señor y mi Dios" (en español); (Juan 20:28).
Durante esta época dirigió la Secretaría del Clero en la Curia Arquidiocesana, supervisó el Seminario de San Carlos Borromeo en el que estudió, la Oficina de Vocaciones y de Comunicaciones y el Diario "Catholic Philly".

### Obispo de Toledo
El papa Francisco, le nombró el 26 de agosto de 2014 como nuevo obispo de la diócesis de Toledo en Ohio, en sustitución de monseñor Leonard Paul Blair que se convirtió en arzobispo de Hartford.
Tomó posesión oficial de este nuevo cargo el día 22 de octubre, durante una eucaristía que tuvo lugar en la Catedral Diocesana de Nuestra Señora Reina del Rosario.

## Condecoración
| Distinción                      | Período                 | Lugar               | Otorgado por  |
| ------------------------------- | ----------------------- | ------------------- | ------------- |
| Prelado de honor de Su Santidad | 19 de noviembre de 2005 | Ciudad del Vaticano | Benedicto XVI |

## Sucesión
| Predecesor: Charles Garrett Maloney | Obispo titular de Bardstown 2006-2014 | Sucesor: James Massa |
| Predecesor: Leonard Paul Blair      | Obispo de Toledo 2014-presente        | Sucesor: En el cargo |